# 中国医学科学院病原生物学研究所
中国医学科学院病原生物学研究所（简称“病原所”）是中华人民共和国国家级科研机构，隶属于中国医学科学院北京协和医学院，专门从事感染性疾病研究和疫情防控科技支撑。研究所成立于2006年，以“引领产业发展，保障人民健康”为愿景，致力于提升中国感染性疾病防控水平，提供新思想、新理论、新技术和新人才。现任所长为舒跃龙。

## 历史
病原所于2006年成立，是为加强传染病防控研究力量而专门组建的科研单位。其成立背景与应对重大公共卫生事件（如SARS疫情）的需求密切相关。